# جون داروين
جون داروين (بالإنجليزية: John Darwin)‏ هو مؤرخ بريطاني، ولد في 29 يونيو 1948 في المملكة المتحدة.